# Glutetimide
La glutetimide è un sedativo ipnotico che venne introdotto in terapia medica nel 1954 come un'alternativa valida e sicura ai barbiturici per curare l'insonnia. Il farmaco per certi aspetti mantiene sul sistema nervoso centrale (SNC) un effetto deprimente simile a quello dei barbiturici. Dopo un breve periodo di utilizzo fu chiaro a tutti i clinici che la glutetimide era in grado di provocare dipendenza e sintomi di astinenza altrettanto gravi e simili a quelli dei barbiturici.

## Meccanismo d'azione
Il meccanismo d'azione del farmaco non è ancora noto. I dosaggi che possono indurre ipnosi sono anche in grado di causare depressione cerebrale e sonno profondo.

Dosi particolarmente elevate possono invece provocare anestesia generale e far scivolare il paziente in una profonda depressione dei centri respiratori e vasomotori. Similmente a quanto avviene per la classe dei barbiturici, dosaggi di glutetimide che inducono ipnosi sopprimono anche la fase REM del sonno.

La glutetimide possiede attività anticolinergica che nei pazienti si evidenzia con midriasi, inibizione della secrezione salivare e della motilità intestinale. Il farmaco si comporta, inoltre, da induttore enzimatico.

## Farmacocinetica
Dopo somministrazione orale la glutetimide viene assorbita in modo irregolare dal tratto gastrointestinale. In seguito alla somministrazione orale di 500 mg e 1 g di farmaco si raggiungono picchi di concentrazione plasmatica rispettivamente di 2,9-7,1 µg/ml e 6,2-6,8 µg/ml, nel giro di 1-6 ore dall'assunzione.

L'azione della glutetimide compare con grande rapidità. Dopo somministrazione di una dose ipnotica il sonno viene indotto nel giro di 30 minuti e perdura per un tempo di 4-8 ore.

Il volume di distribuzione è di circa 3 l/kg. Il legame con le proteine plasmatiche è di circa il 54%.

L'emivita della glutetimide è di tipo bifasico. Il valore relativo alla fase terminale risulta compreso in un intervallo di 5-22 ore. È dimostrato che la glutetimide attraversa la placenta, inoltre può essere escreta in tracce nel latte materno.
Il farmaco è quasi totalmente metabolizzato nel fegato. L'isomero destrogiro (+) viene idrossilato a 4-idrossiglutetimide mentre l'isomero levogiro (-) a 2-(1-idrossietil)-2-fenilgluta-rimide.

Entrambi i metaboliti idrossilati sono poi convertiti a glucuronidi e subiscono il circolo enteroepatico. Circa il 2% di una dose è metabolizzato a glutaconimide: questo metabolita possiede ancora una certa attività ipnotica. Solamente l'1-2% di una dose è escreto attraverso le feci. Circa il 2% della glutetimide viene escreta nelle urine sotto forma di farmaco immodificato nel giro di 24 ore.

La 4-idrossi-2-etil-2-fenilglutarimide (4-HG) è un metabolita che tende invece ad accumularsi nel plasma e nei tessuti (e fra questi in particolare nel cervello), specialmente allorché siano assunti elevati dosaggi di farmaco. Gli studiosi hanno scoperto che questo metabolita potrebbe contribuire alla azione tossica della glutetimide, anche se non tutti concordano su questo aspetto.

## Tossicologia
Nell'uomo la dose minima letale risulta di 5 g. Le concentrazioni plasmatiche tossiche e potenzialmente letali sono in media di 50 µg/ml.

## Usi clinici
La glutetimide è indicata nel trattamento a breve termine (3-7 giorni) dell'insonnia. Attualmente alla glutetimide vengono preferite altre sostanze ipnotiche che, rispetto ad essa, presentano gli stessi vantaggi terapeutici e che sono potenzialmente meno tossici.

## Effetti collaterali
La glutetimide può indurre rash cutanei, nausea, sedazione, vertigini, cefalea, depressione, stordimento, atassia, confusione mentale, edema, diaforesi notturna, vomito, xerostomia, euforia, eloquio inceppato, tinnito, eccitazione paradossa, offuscamento della vista, porfiria, discrasie ematiche (porpora trombocitopenica, anemia aplastica, leucopenia).

## Controindicazioni
La glutetimide è controindicata in caso di ipersensibilità nota e nei pazienti affetti da porfiria. Il farmaco deve essere usato con cautela nei soggetti con insufficienza renale e respiratoria.
Per la sua attività antimuscarinica il farmaco dovrebbe, inoltre, essere somministrato con estrema cautela nei soggetti affetti da ipertrofia prostatica, ulcera peptica stenosante, ostruzione piloro-duodenale, ostruzione del tratto urinario, glaucoma ad angolo chiuso, aritmie cardiache. La glutetimide provoca sedazione ed i soggetti che la assumono debbono evitare ogni attività che richieda attenzione e prontezza di riflessi (ad esempio lavori pericolosi o guida di autoveicoli). L'uso prolungato del farmaco può determinare tolleranza, dipendenza fisica e psichica simili a quelle provocate dai barbiturici.

## Dosi terapeutiche
La glutetimide si somministra per via orale alla sera in dosi di 250–500 mg/die. La dose massima è di 1 g/die.

## Sovradosaggio
I sintomi del sovradosaggio sono simili a quelli del sovradosaggio da barbiturico anche se esistono delle differenze importanti. Il paziente deve essere ovviamente ospedalizzato.

Si manifesta ipotensione, depressione respiratoria, shock, ipotermia alla quale può anche far seguito la febbre. Possono inoltre comparire effetti antimuscarinici come xerostomia, midriasi, ileo adinamico, atonia della vescica. In alcuni soggetti possono insorgere altre gravi complicazioni quali l'edema polmonare o cerebrale, pielonefrite e necrosi renale acuta.

Rispetto al sovradosaggio da barbiturici la profondità del coma è fluttuante (il paziente presenta dei brevi risvegli seguiti da delle ricadute), la depressione respiratoria è meno marcata mentre l'insufficienza circolatoria è più grave.

L'intossicazione deve essere trattata con la lavanda gastrica, la somministrazione prolungata di carbone attivo e l'impostazione di una terapia di supporto, comprensiva di una adeguata idratazione.

Il farmaco tende a liberarsi lentamente dai lipidi tissutali dove si è depositato, e ciò complica l'andamento del trattamento. In casi particolarmente gravi alcuni clinici sono ricorsi alla dialisi peritoneale od all'emodialisi.

## Interazioni
La somministrazione concomitante di barbiturici o di alcol etilico può aumentare l'effetto deprimente sul SNC. L'amitriptilina e l'imipramina potenziano gli effetti anticolinergici del farmaco. La glutetimide è un induttore degli enzimi microsomiali epatici. Il farmaco determina un aumento del metabolismo degli anticoagulanti cumarinici e pertanto una riduzione del loro effetto. La somministrazione cronica di glutetimide può aumentare il metabolismo della vitamina D.